# Ostrovnoj

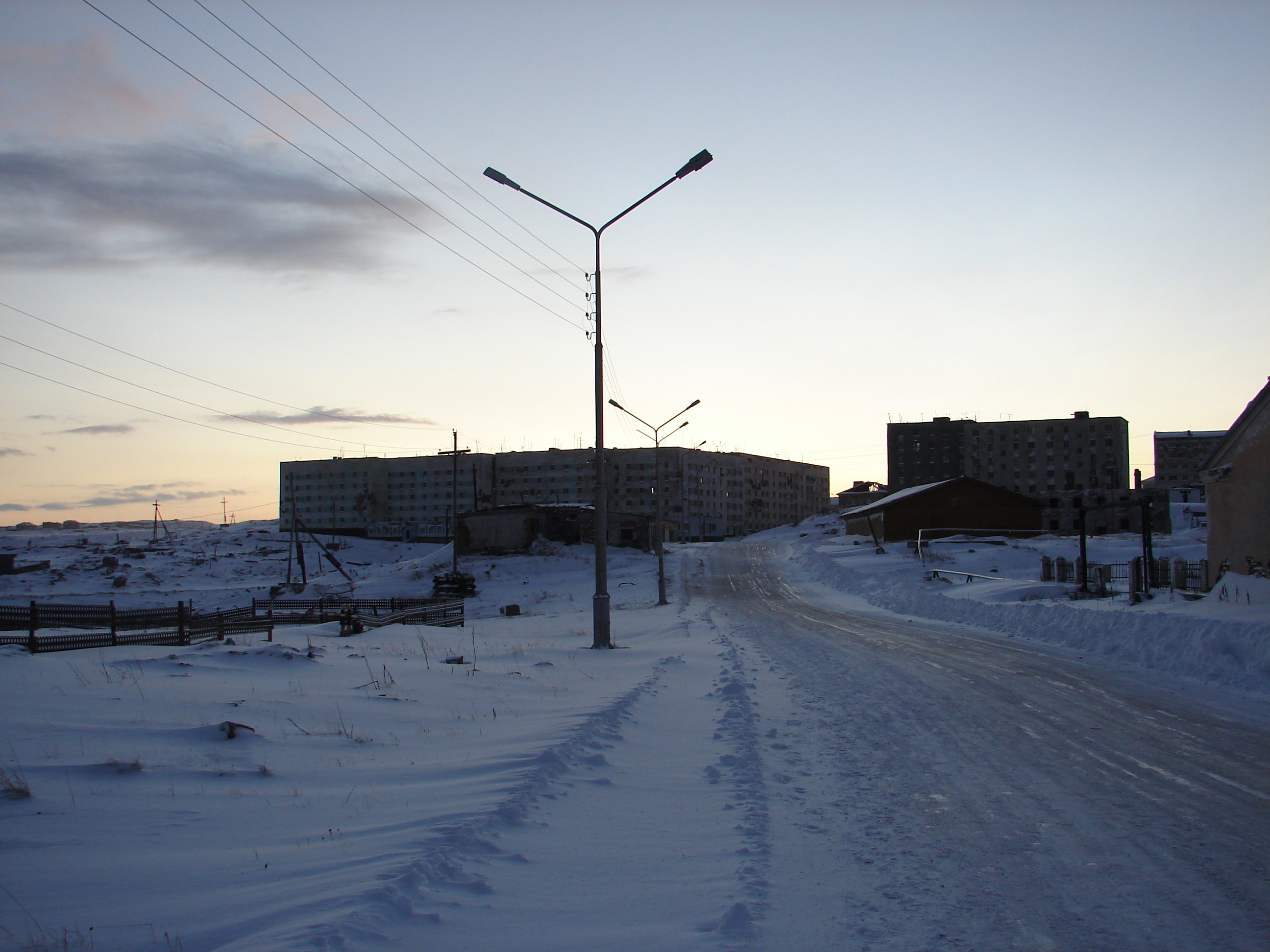
Veduta di Gremicha.

Ostrovnoj (anche traslitterata come Ostrovnoy) è una cittadina della Russia europea nordoccidentale, situata nella penisola di Kola nell'Oblast' di Murmansk. Si trova nella parte nordorientale della penisola, sulla costa del Mare di Barents.
È una delle città chiuse fin dai tempi dell'Unione Sovietica, data l'importanza della sua base navale come sede di importanti installazioni militari. Ostrovnoj è anche conosciuta come Murmansk-140.

## Società

### Evoluzione demografica
Fonte: mojgorod.ru
| 1996   | 2000   | 2002  | 2005  | 2007  |
| ------ | ------ | ----- | ----- | ----- |
| 14 000 | 10 300 | 5 032 | 4 800 | 4 400 |